# شانگینا
شانگینا (روسی: Шангина) یک رودخانه در استان یاقوتستان کشور روسیه است.